# 唐希介
唐希介（1454年—1538年），字景賢，號石庵，山西太原府陽曲縣人，軍籍，明朝政治人物。

## 生平
山西鄉試第三名舉人。成化二十三年（1487年）中式丁未科會試第一百九十四名，三甲第九十四名進士。选授翰林庶吉士，三年改工科给事中，谪四川石砫宣抚司经历。署仁寿、双流二县事，又檄视州茶政。稍迁汉阴知县，再迁知扬州府通州知州，弘治十三年（1500年）擢陜西按察司佥事，督饷榆林，未几改四川佥事，正德三年（1508年）四月擢陜西按察司副使、榆林兵备仍兼督饷，八月以挪借官银被逮问，罚输居庸米三百石，复其官。四年闰九月被御史弹劾，令致仕。卒年八十五，有石庵小稿藏于家。

## 家族
曾祖唐拳，贈太僕寺寺丞；祖父唐巍；父唐誠，知縣。母王氏。永感下。